# Mirniji repülőtér
A Mirniji repülőtér (IATA: MJZ, ICAO: UERR) (orosz nyelven: Аэропорт Мирный) nemzetközi repülőtér Oroszországban, amely Mirnij közelében található. Éves utasforgalma 342 197 fő (2018).

## Futópályák
A repülőtér futópályái:
- 06/24

## Forgalom
Az utasforgalom az elmúlt években az alábbi módon változott:
| Utasok száma | 400 000 | 400 000 | 238 829 | 239 134 | 291 410 | 329 446 | 342 197 | 363 545 | 228 946 | 269 391 |
|              | 2011    | 2012    | 2013    | 2015    | 2016    | 2017    | 2018    | 2019    | 2020    | 2021    |

## Légitársaságok és úticélok
| Légitársaság                | Célállomások |
| --------------------------- | --- |
| Alrosa Mirny Air Enterprise | Irkutsk, Krasnodar, Krasnoyarsk–Yemelyanovo, Moszkva–Domogyedovo, Novoszibirszk, Polyarny, Yakutsk, Yekaterinburg |
| Angara Airlines             | Irkutsk, Novoszibirszk                                                                                            |
| NordStar                    | Krasnoyarsk–Yemelyanovo                                                                                           |
| S7 Airlines                 | Moszkva–Domogyedovo, Novoszibirszk                                                                                |
| Yakutia Airlines            | Habarovszk, Yakutsk                                                                                               |